# ارث بابام
ارث بابام یک مجموعه تلویزیونی محصول سال ۱۳۸۴ به کارگردانی سید جواد رضویان، نویسندگی علی مسعودی و تهیه‌کنندگی محمد صدری می‌باشد که از شبکه ۳ پخش شد.

## خلاصه داستان
داستان خانه‌ای است که چند همسایه سرخوش در آن زندگی می‌کنند و در این خانه عده‌ای که به خاطر ارث پدرشان آمده‌اند ماندگار می‌شوند و …

## بازیگران
- سید جواد رضویان
- برزو ارجمند
- رابعه اسکویی
- مهران غفوریان
- شهرام قائدی
- پرستو صالحی
- فلور نظری
- سیامک اشعریون
- علیرضا مسعودی